# Liste der Naturdenkmale in Oberbrombach
Die Liste der Naturdenkmale in Oberbrombach nennt die im Gemeindegebiet von Oberbrombach ausgewiesenen Naturdenkmale (Stand 15. Juli 2013).

## Naturdenkmale
| Nr.         | Bezeichnung | Lage                                        | Beschreibung                             | Bild                                    |
| ----------- | ----------- | ------------------------------------------- | ---------------------------------------- | --------------------------------------- |
| ND-7134-391 | Zwei Linden | Hauptstraße, bei Nr. 31 Lage                | Tilia sp., zwei Bäume; um 1850 gepflanzt | Fotos hochladen                         |
| ND-7134-402 | Eiche       | Auf dem Staffel, bei Nr. 1 Lage             | Quercus sp.                              | Direkt Bild zu diesem Denkmal hochladen |
| ND-7134-403 | Eiche       | nordöstlich des Ortes; Flur Ebertsheck Lage | Quercus sp.                              | Direkt Bild zu diesem Denkmal hochladen |